# Esganadura
Esganadura é o ato que consiste em pressionar o pescoço com o uso das mãos para interromper o fluxo de oxigênio para o cérebro. A esganadura é sempre ligada a crimes, com o portal Perícia Criminal explicando que "juridicamente não é aceita a hipótese de esganadura suicida ou acidental", o que respectivamente acontece no enforcamento e no estrangulamento, sendo comum em "casos comuns nos infanticídios, estupros ou atentados ao pudor".
São comuns na esganadura as marcas ungueais (escoriações produzidas pela ponta das unhas) e as equimoses elípticas ou arredondadas produzidas pelos dedos.